# Anua recurvata
Anua recurvata är en fjärilsart som beskrevs av George Francis Hampson 1913. Anua recurvata ingår i släktet Anua och familjen nattflyn. Inga underarter finns listade i Catalogue of Life.